# Mariana Briski

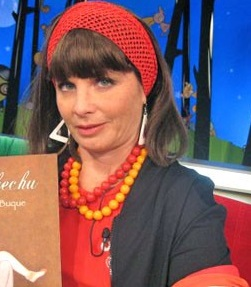
Mariana Briski

Mariana Marcela Briski (geboren am 14. September 1965 in Córdoba; gestorben am 14. August 2014 in Buenos Aires) war eine argentinische Schauspielerin, Komikerin, Fernsehproduzentin, Drehbuchautorin und Theaterdirektorin.

## Leben
Nach Abschluss der Schulzeit zog sie von Córdoba nach Buenos Aires. 1988 heiratete sie Hernán Ventura, mit welchem sie bis zu ihrem Tod 2014 verheiratet war. Sie haben einen gemeinsamen Sohn (geboren 2000). Ihr Onkel väterlicherseits ist Norman Briski, ein argentinischer Schauspieler und Regisseur. Weiters ist sie die Ur-Ur-Ur-Nichte von Berta Singerman (1901–1998) und Paulina Singerman (1911–1984).
Bekannt wurde sie durch die Fernsehsendung De la Cabeza. Von 1997 bis 1999 nahm sie an der Fernsehsendung Showmatch teil. Für ihre Leistung im 1997 ausgestrahlten Film Pizza Man wurde sie für den lateinamerikanischen Filmpreis ACE nominiert. Weitere Filme, die ihre Bekanntheit steigerten, waren Comodines (1997) und El Viento (2005).
2004 wurde bei Briski Brustkrebs diagnostiziert. Sie konnte diesen zunächst überwinden, 2011 wurden jedoch Metastasen in der Lunge entdeckt. Sie verstarb am 14. August 2014.

## Filmografie (Auswahl)
Schauspielerin
- 1985: Tage im Juni (Los días de junio)
- 1992: De la cabeza (Fernsehserie, 19 Episoden)
- 1993: Cha cha cha (Fernsehserie, 22 Episoden)
- 1997: Mob-Cops – Unerbittlich, unbestechlich (Comodines)
- 1998: Los Rodríguez (Fernsehserie, 11 Episoden)
- 2000: Primicias (Fernsehserie, 37 Episoden)
- 2000: Chabonas (Fernsehserie, 3 Episoden)
- 2001: Poné a Francella (Fernsehserie, 39 Episoden)
- 2002: ¿Sabés nadar?
- 2003: Resistiré (Fernsehserie, 3 Episoden)
- 2004: El favor
- 2004: No sos vos, soy yo
- 2004: Los secretos de papá (Fernsehserie, 151 Episoden)
- 2005: El viento
- 2006: Chiquititas sin fin (Fernsehserie, 68 Episoden)
- 2008: Motivos para no enamorarse
- 2011: El dedo
- 2011: Salsipuedes